# Gerhard Schröder (CDU)
Gerhard Schröder, nemški politik, * 11. september 1910, † 31. december 1989.
Schröder je bil minister za notranje zadeve Nemčije (1953-1961), minister za zunanje zadeve Nemčije (1961-1966) in minister za obrambo Nemčije (1966-1969).